# Jossigny
Jossigny – miejscowość i gmina we Francji, w regionie Île-de-France, w departamencie Sekwana i Marna.
Według danych na rok 1990 gminę zamieszkiwało 529 osób, a gęstość zaludnienia wynosiła 55 osób/km² (wśród 1287 gmin regionu Île-de-France Jossigny plasuje się na 796. miejscu pod względem liczby ludności, natomiast pod względem powierzchni na miejscu 400.).